# Wismilak International 2005
Пismilak International 2005 — жіночий тенісний турнір, що проходив на відкритих кортах з твердим покриттям Hyatt Hotels Corporation на Балі (Індонезія). Це був 12-й за ліком Commonwealth Bank Tennis Classic. Належав до турнірів 3-ї категорії в рамках Туру WTA 2005. Тривав з 12 до 18 вересня 2005 року. Ліндсі Девенпорт здобула титул в одиночному розряді.

## Очки і призові

### Нарахування очок
| Дисципліна       | П   | Ф   | ПФ | ЧФ | 1/8 | 1/16 | Q   | Q2   | Q1  |
| Одиночний розряд | 145 | 103 | 66 | 37 | 19  | 1    | 4.5 | 2.75 | 1   |
| Парний розряд    | 145 | 103 | 66 | 37 | 1   | Н/Д  | 4.5 | Н/Д  | Н/Д |

### Призові гроші
| Дисципліна       | П       | Ф       | ПФ      | ЧФ     | 1/8    | 1/16   | Q2   | Q1   |
| Одиночний розряд | $35,000 | $19,000 | $10,300 | $5,615 | $3,050 | $1,665 | $900 | $490 |
| Парний розряд *  | $10,500 | $5,700  | $3,100  | $1,685 | $915   | Н/Д    | Н/Д  | Н/Д  |

* на пару

## Учасниці основної сітки в одиночному розряді

### Сіяні
| Країна    | Гравчиня             | Рейтинг | Сіяна |
| --------- | -------------------- | ------- | ----- |
| США       | Ліндсі Девенпорт     | 1       | 1     |
| Швейцарія | Патті Шнідер         | 11      | 2     |
| Австралія | Алісія Молік         | 14      | 3     |
| Італія    | Франческа Ск'явоне   | 26      | 4     |
| Німеччина | Анна-Лена Гренефельд | 31      | 5     |
| Італія    | Флавія Пеннетта      | 32      | 6     |
| КНР       | Лі На                | 40      | 7     |
| Індія     | Саня Мірза           | 42      | 8     |

Рейтинг подано станом на 29 серпня 2005

### Інші учасниці
Нижче наведено учасниць, які отримали вайлдкард на участь в основній сітці:
- Вінне Пракуся
- Вірхінія Руано Паскуаль

Нижче наведено гравчинь, які пробились в основну сітку через стадію кваліфікації:
- Мартіна Мюллер
- Сунь Тяньтянь
- Янь Цзи
- Томоко Йонемура

### Завершили кар'єру
- Патті Шнідер (хвороба)

## Учасниці основної сітки в парному розряді

### Сіяні
| Країна    | Гравчиня             | Країна  | Гравчиня                | Сіяна |
| --------- | -------------------- | ------- | ----------------------- | ----- |
| Німеччина | Анна-Лена Гренефельд | США     | Меган Шонессі           | 1     |
| Італія    | Флавія Пеннетта      | Іспанія | Вірхінія Руано Паскуаль | 2     |
| КНР       | Лі Тін               | КНР     | Сунь Тяньтянь           | 3     |
| КНР       | Янь Цзи              | КНР     | Чжен Цзє                | 4     |

### Інші учасниці
Нижче наведено пари, які отримали вайлдкард на участь в основній сітці:
- Чо Юн Чон /  Лі На
- Франческа Ск'явоне /  Кароліна Шпрем

Нижче наведено пари, що пробились в основну сітку через стадію кваліфікації:
- Рьоко Фуда /  Накамура Айко

## Фінальна частина

### Одиночний розряд
- Ліндсі Девенпорт —  Франческа Ск'явоне, 6–2, 6–4.[1]

Для Девенпорт це був 4-й титул в одиночному розряді за сезон і 49-й - за кар'єру.

### Парний розряд
- Анна-Лена Гренефельд /  Меган Шонессі —  Янь Цзи /  Чжен Цзє, 6–3, 6–3.

Для Гренефельд це був 3-й титул в парному розряді за кар'єру, для Шонессі - 12-й.